# Двадцать лет спустя (фильм)
«Двадцать лет спустя» — советский художественный фильм режиссёра Аиды Манасаровой, снятый в 1965 году на киностудии «Мосфильм», посвящённый памяти Михаила Светлова, по мотивам его одноимённой пьесы.

## Сюжет
Зимой 1919 года группа комсомольцев по распоряжению Ревкома осталась на подпольной работе в занятом белыми городе. В целях конспирации они ставят любительский спектакль по роману Александра Дюма — любимого писателя одного из ребят.
После неудачной попытки расклеить листовки в одном из людных мест военным патрулём арестован Саша Сергеев. По найденному у него списку актёров контрразведка собирается провести аресты.
Саша не хочет выглядеть в глазах своих товарищей предателем и бежит из-под стражи. Он успевает добраться до особняка Домбровских, где до прихода белых была их коммуна, и ценой своей жизни предупреждает ребят об опасности.

## В ролях
- Георгий Куликов — Семён, председатель ревкома
- Жанна Прохоренко — Дуня, комсомолка
- Людмила Гнилова — Тося, комсомолка
- А. Носикова — Валя, комсомолка
- Анатолий Шаляпин — Саша Сергеев, комсомолец
- Юрий Беркун (в титрах Юрий Эпштейн) — Костя «налево» (Каменский), комсомолец
- Александр Вигдоров — Вася «направо» (Каменский), комсомолец
- Лев Вайнштейн — Моисей, комсомолец
- Владимир Петченко — Коля, комсомолец
- Лидия Сухаревская — Берта Кузьминишна, бывшая экономка
- Павел Шпрингфельд — Лука, наборщик
- Олег Измайлов - офицер
- Борис Кожухов - помощник Семёна
- Людмила Карауш - Люда
- Ирина Мурзаева - обывательница
- Ия Маркс - бабуля с просьбой о дровах
- Артур Нищёнкин - комсомолец
- Николай Парфёнов - Каталкин
- Варвара Попова - бабуля в поезде
- Николай Романов - врач
- Валерий Сомов - офицер
- Алексей Строев - шпик
- Эмилия Трейвас - мать Моисея
- Всеволод Тягушев - мешочник
- Николай Хрящиков - Алексеич, отец Дуни
- Борис Юрченко - разводящий

## Съёмочная группа
- авторы сценария: Михаил Светлов, Аида Манасарова
- постановка и музыка Аиды Манасаровой
- главный оператор — Марк Дятлов
- художник-постановщик — Алексей Лебедев